# Bastida (urbanismo)

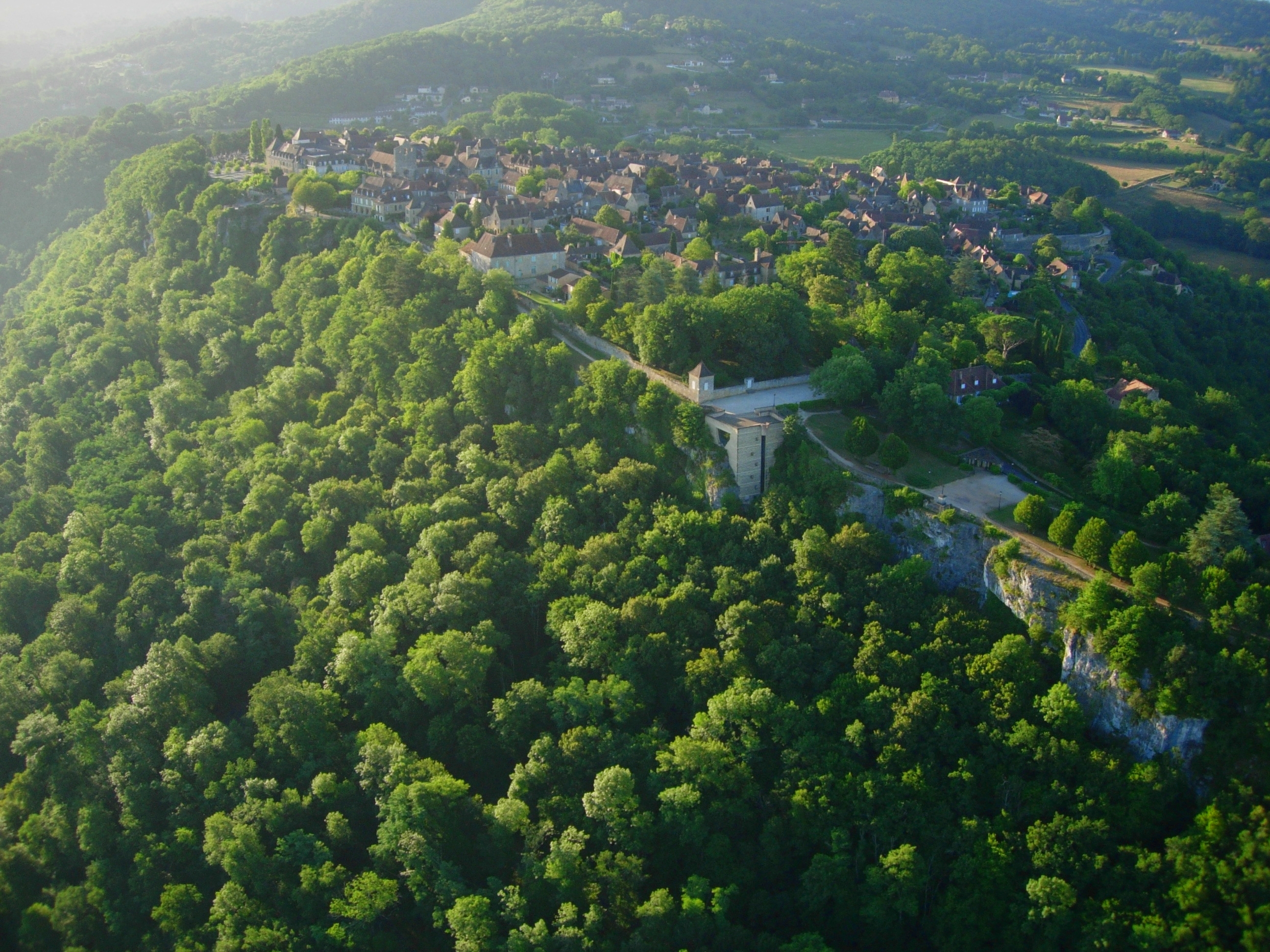
Bastide de Domme, en el departamento de Dordoña.

Una bastida (en idioma francés, bastide; en occitano, bastida; del latín bastit, bastia, "construcción reciente") fue un tipo particular de desarrollo concertado urbano en medio rural durante la Edad Media, construido con una finalidad defensiva y de explotación económica, surgido durante el siglo XIII en áreas del suroeste de Francia, en Aquitania y Occitania, como ordenamiento para los asentamientos de repoblación emprendidos en aquellas regiones y como residencias secundarias para las clases acomodadas.